# Pace del Prut
La pace del Prut concluse il 23 luglio 1711 la guerra russo-turca (1710-1711), una piccola guerra fra vicini all'interno della Grande guerra del Nord, scoppiata fra Russia ed Impero ottomano.
Dopo che l'esercito svedese, condotto dal re Carlo XII, il 29 giugno 1709 fu annientato a Poltava, quest'ultimo riuscì a rifugiarsi nell'Impero ottomano, presso il sultano Ahmed III. Lo zar Pietro il Grande lo inseguì e pretese da Ahmed la sua consegna. Al rifiuto del sultano di aderire alla richiesta, Pietro il Grande invase la Moldavia. Tuttavia sul fiume Prut, nei pressi della città di Huși, l'esercito russo fu circondato dalle truppe del Gran visir Baltaji Mehmet Pasha e Pietro il Grande fu costretto a sedersi al tavolo delle trattative.
Con la pace del Prut la Russia dovette restituire ai turchi la fortezza di Azov ed impegnarsi a non interferire più nelle vicende interne della Polonia. A Carlo XII fu assicurato il rientro in patria.
Il trattato fu una vittoria politica per l'Impero Ottomano.

## Antefatti
Le cause indirette della guerra possono essere attribuite all'espansione aggressiva dell'Impero svedese nel corso del XVI e XVII secolo. L'espansione aggressiva della Svezia in Scandinavia costrinse la creazione di una coalizione di nazioni dell'Europa orientale per contenerla, che includeva anche lo Zarato di Russia. Dopo la sconfitta nella battaglia di Narva nel 1700, la Russia fu invasa dal re Carlo XII nell'ambito della Grande guerra del Nord. L'invasione della Russia non ebbe successo e molti dell'esercito di Carlo morirono di malattia e logoramento. Inoltre, il regno di Pietro il Grande si realizzò in un periodo di crescente influenza e orientamento occidentale, caratterizzato dall'istituzione della capitale della Russia di San Pietroburgo nel 1703 e dall'apertura di collegamenti navali diretti a ovest.
Nel febbraio 1710, il generale Stanisław Poniatowski, padre dell'ultimo re polacco, fu inviato a Costantinopoli dal re Carlo XII come suo inviato dopo che divenne chiaro al monarca che non avrebbe avuto un passaggio sicuro attraverso la Polonia per tornare in Svezia, per continuare la grande guerra del nord. Nel suo ruolo di inviato, il generale dovette svolgere i seguenti compiti: (i) lavorare per la deposizione del Gran Visir Tchorlulu Ali Pasha, considerato amico dei russi, (ii) preparare le fondamenta di un'alleanza turco-svedese (indirizzata contro la Russia), (iii) portare la Turchia in una guerra contro la Russia; (iv) impedire il riconoscimento di Augusto II come Re di Polonia da parte della Sublime Porta; (v) garantire la "scorta" per il re svedese in conformità con le precedenti promesse del sultano Ahmet III e (vi) organizzare un prestito di denaro dalla Sublime Porta.
La campagna sul fiume Prut scoppiò come diretto risultato della sconfitta del re Carlo XII nella battaglia di Poltava nell'estate del 1709 e del suo ritiro nell'Impero ottomano. Nonostante i ripetuti appelli dalla Russia per estradare il re Carlo, la corte ottomana rifiutò. Questi richiami ripetitivi e una diplomazia aggressiva per conto del re Carlo XII portarono gli ottomani a dichiarare guerra alla Russia il 20 novembre 1710. Allo stesso tempo, Russia e Moldavia firmarono un accordo che garantiva l'accesso militare russo attraverso la Moldavia e prometteva truppe e logistica.

## Campagna sul fiume Prut
Un esercito russo di 80.000 uomini avanzò lungo il fiume Prut nell'estate del 1711, utilizzando il supporto moldavo. L'esercito era guidato da Pietro il Grande e Boris Sheremetev e tentò di invadere la Moldavia occupata dagli ottomani con l'appoggio del sovrano esiliato (Voivode) della Moldavia Dimitrie Cantemir. La campagna era mal preparata e mancava di un'adeguata pianificazione e supporto logistico, e sebbene l'esercito russo fosse grande e ben equipaggiato, fu sconfitto da un forte esercito ottomano di 70.000 uomini sotto il comando del Gran Visir Baltacı Mehmed Pascià.
Il momento decisivo della campagna fu la battaglia di Stănileşti di quattro giorni, iniziata il 18 luglio 1711. I due eserciti si impegnarono nelle pianure alluvionali del fiume Prut in una battaglia impreparata. La battaglia fu così inaspettata che il generale Stanislaw Poniatowski scrisse in fretta al re Carlo XII su piccoli pezzi di carta e lo datò 1710 anziché 1711. Le sue lettere furono consegnate al monarca svedese dal capitano Busquet e il re cercò invano di farlo negoziare, favorendo una rinnovata campagna ottomana per catturare Kiev e l'Ucraina. Durante lo scontro, le forze ottomane circondarono e tagliarono il grande esercito russo, portando a una loro eventuale resa il 22 luglio.

## Negoziati
L'esercito russo venne completamente circondato dal 22 luglio, portando Pietro ad aprire i negoziati di pace con il Gran Visir Baltacı Mehmed Pascià. La situazione che si creò diede agli ottomani una posizione negoziale dominante, che fu ulteriormente aggravata dalle richieste di termini più rigidi da parte del generale Stanislaw Poniatowski - l'emissario del re Carlo XII.
Sebbene il maresciallo sul campo Boris Sheremetev fosse nominalmente responsabile delle forze russe, Pietro il Grande era il comandante militare supremo e ordinò al suo vice cancelliere, il barone Pietro P. Shafirov di negoziare la pace con i turchi. Nella sua autorizzazione fu scritto: "Qualunque cosa il Nostro Vice Cancelliere genererà e deciderà, sarà forte e indiscutibile." Nelle sue istruzioni, Pietro il Grande sottolineò la sua disponibilità a cedere alla Sublime Porta i territori e le fortezze vinte nelle campagne d'Azov del 1695-1696 e confermato dal trattato di Costantinopoli nel 1700. Pietro il Grande era anche disposto a cedere agli svedesi la Livonia, Pskov e altre province, e a riconoscere Stanislaw Leszczynsk come re di Polonia.
Ci furono diverse importanti influenze durante i negoziati di pace. Devlet II Giray, khan del Khanato di Crimea sostenne per termini più rigidi di resa sull'esercito russo circondato. Le sue ragioni per i termini più duri erano motivate dalla crescente minaccia che una Russia unita e imperiale rappresentava sul Khanato di Crimea e dalla continua espansione russa a sud verso la catena montuosa del Caucaso. Insieme all'esiliato re Carlo XII di Svezia, desiderava una ridotta presenza russa nelle regioni dell'Ucraina e della Crimea, così come il ritorno del re Carlo in Svezia per continuare la Grande Guerra del Nord.
Gli ottomani richiesero anche il ritorno di Dimitrie Cantemir, l'esiliato voivoda della Moldavia. Sebbene Pietro il Grande accettasse tutte le altre richieste, rifiutò di restituire Cantemir, sulla base del fatto che fosse fuggito dal suo campo.
In particolare, Carlo non fu presente nel campo ottomano, nonostante rappresentasse uno dei motivi principali per cui i due imperi erano in guerra. Al contrario, inviò il generale Stanislaw Poniatowski come emissario sia del re Carlo di Svezia che dell'ex re di Polonia Stanislaw Leszczynsk, che era stato esiliato dopo la sconfitta di Carlo nella battaglia di Poltava. Poniatowski inviò diverse lettere dal campo ottomano a Carlo che a quel punto risiedeva nei pressi della fortezza di Bender con un seguito significativo.

## Accordi
Il trattato prevedeva principalmente il ritorno della fortezza strategica di Azov all'Impero Ottomano. La fortezza era stata ottenuta dai russi nel 1700 con la firma del trattato di Costantinopoli. Inoltre, il trattato prevedeva la distruzione di diverse fortezze russe chiave.
I russi persero anche il diritto a un ambasciatore permanente nella Porta ottomana. Alla firma del Trattato di pace, Pietro P. Shafirov e M.M. Sheremetev (il figlio del maresciallo generale), furono portati a Costantinopoli, dove sarebbero rimasti fino alla piena attuazione da parte della Russia dei suoi obblighi. Entrambi speravano di lasciare l'Impero Ottomano dopo le lettere di ratifica, ma furono trattenuti contro la loro volontà dai turchi fino al completamento della commissione di confine. I due rimasero a Istanbul per diversi anni, e agirono come diplomatici e negoziatori per conto di Pietro il Grande. Entrambi furono imprigionati per un massimo di 6 mesi nella prigione di Yedikule e furono ansiosi di tornare in patri, sfruttando ogni opportunità disponibile per parlare con diplomatici ottomani e russi per accelerare il processo di pace.
Inoltre, i termini del trattato includevano la fine dell'influenza politica russa nella Confederazione polacco-lituano, che i russi vedevano sempre più all'interno della propria sfera di influenza.

## Reazioni
All'interno dell'Impero Ottomano, il trattato fu ricevuto in modo relativamente positivo. Una guerra di lunga durata con la Russia non è era considerata favorevole e sarebbe stata ritenuta di larga scala e relativamente insostenibile. L'influenza del re svedese Carlo XII fu tuttavia significativa e continuò a vivere alla corte ottomana. Inoltre, egli chiese un'altra guerra per reclamare le terre perse alla Russia nella Grande guerra del Nord e la stipula di trattati più rigidi su Pietro il Grande. In particolare, inviò il generale Stanislaw Poniatowski con le forze ottomane nel tentativo di influenzare l'eventuale trattato. Tuttavia venne allontanato dai negoziati per le sue tattiche negoziali aggressive e bellicose. Dopo che il generale fu mandato via, gli fu ordinato di scrivere una forte lettera di reclamo all'ambasciatore svedese presso il sultano Thomas Funck, datata 29 agosto 1711. Le crescenti tensioni tra il Gran Visir Baltaci Mehmet Pasha e il re Carlo XII forzarono il monarca di ordinare un'altra lettera di reclamo datata 4 ottobre 1711. Questa lettera specificava in dettaglio la vera natura dei termini di pace al Sultano per la prima volta, e combinata con le lamentele di Devlet II Giray alla Sublime Porta per quanto riguarda la debole negoziazione del Gran Visir e il suo maltrattamento del Khan di Crimea vide la caduta di Baltaci Mehmet Pasha e il ritorno dell'aperta ostilità con lo Zarato russo.
Se il Trattato poneva fine al conflitto militare immediato, il conflitto geopolitico più ampio era ancora molto attivo. L'espansione della Russia nelle regioni del Caucaso e dell'Ucraina minacciò il controllo ottomano in queste aree. Nei due anni successivi furono dichiarate diverse guerre. Il 9 dicembre 1711 fu dichiarato un nuovo conflitto, sebbene non ci fosse alcuna azione militare e il conflitto fu risolto attraverso gli ambasciatori russi a Costantinopoli. I turchi dichiararono nuovamente guerra alla Russia il 31 ottobre 1712 e il 13 aprile 1713 anche se i conflitti che seguirono in modo simile al primo e non fu condotta alcuna azione militare. Abili ambasciatori a Costantinopoli evitarono guerre su larga scala e gli eventi culminarono nella firma del Trattato di Adrianopoli nel 1713 che confermò disposizioni concordate dalla pace di Prut e aggiunse una clausola speciale per delimitare i confini tra i due stati. Tale trattato vide l'area che circondava Azov completamente restituita ai turchi, mentre Pietro il Grande "tolse la mano" dall'Ucraina e dal Sič di Zaporižžja sulla riva destra del Dnepr. A entrambi gli imperi era vietato costruire fortezze attraverso i loro vasti confini. Tuttavia, la questione dell'accesso russo al Mar Nero rimase una questione cruciale e di vecchia data. Il confine stabilito dopo il lavoro di entrambe le commissioni di confine nel 1714 fu nuovamente confermato nel Trattato di pace di Costantinopoli nel 1724. Fu solo durante il regno dell'imperatrice Anna Ioannovna che la questione fu risolta e i confini tra i due imperi fu finalmente risolta.